# Russian Ark
Russian Ark (auch Russian Ark – Eine einzigartige Zeitreise durch die Eremitage, Originaltitel Russki kowtscheg, deutsch Russische Arche) ist ein deutsch-russischer Film aus dem Jahr 2002. Regisseur Alexander Sokurow ließ den Film in nur einer Einstellung drehen, es handelt sich um einen One-Shot-Film.

## Inhalt
In Russian Ark wandert ein unbenannter und nicht gezeigter Erzähler durch den Winterpalast (jetzt ein Gebäude der Eremitage) und trifft auf zahlreiche wirkliche und erfundene Gestalten aus den letzten dreihundert Jahren der russischen Geschichte. Begleitet wird der Erzähler dabei von dem Marquis de Custine, einem  französischen Adligen, der Russland im Jahr 1839 wirklich bereist hat.

## Technischer Hintergrund
Der Film besteht aus einer einzigen über neunzigminütigen, mit Steadicam gefilmten Einstellung, in der dreiunddreißig Räume des Museums passiert und dabei über zweitausend Schauspieler, die meisten davon Statisten, inszeniert werden.
Eine Drehgenehmigung für die Eremitage war seit den Tagen Sergei Eisensteins nicht mehr erteilt worden. Die Eremitage schließt normalerweise nur einen Tag im Jahr zu Weihnachten, Sokurow und die Produzenten bewegten die Museumsleitung dazu, den Besucherverkehr für einen weiteren Tag, den 23. Dezember 2001, zu unterbrechen. Somit mussten in dieser Zeit die Räume filmgerecht ausgeleuchtet und aufwendige Umdekorationen vorgenommen werden, um moderne Einbauten zu verdecken. Der Abbau dauerte beinahe ebenso lang wie der Aufbau. Das Zeitfenster für den gesamten Dreh betrug daher nicht mehr als zwei Stunden.

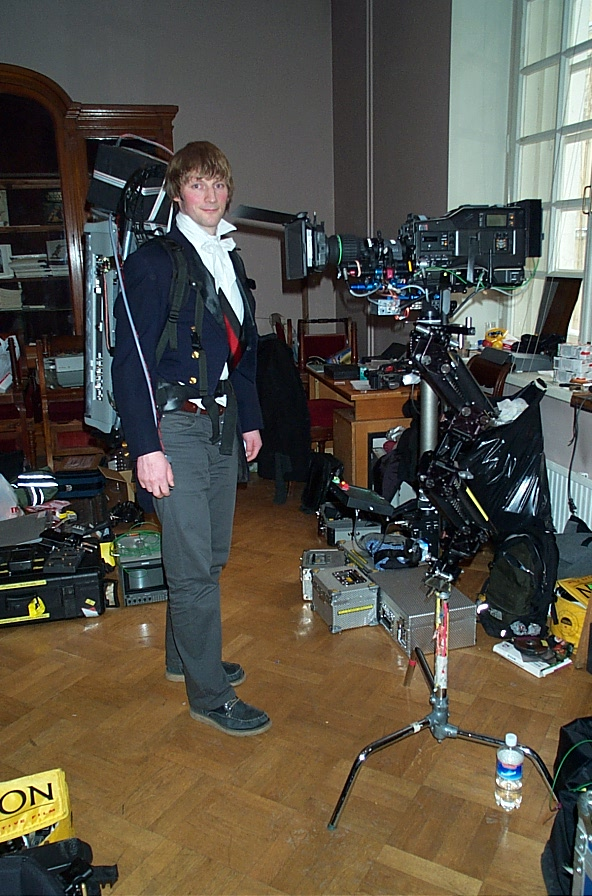
Steffen Görner trägt den Festplattenrecorder während der Dreharbeiten zu „Russian Ark“.

Um die große technische Herausforderung zu meistern, den Film in einer Einstellung und ohne Unterbrechung aufzeichnen zu können, wurde ein spezieller Festplattenrecorder (df-cineHD) eingesetzt, der mit der Kamera (Sony HDW-F900) per Kabel (HD-SDI) verbunden wurde. Der df-cineHD wurde von der Kölner Firma director’s friend entwickelt und für den Dreh individuell angepasst und tragbar gemacht (siehe Abb.). Zu diesem Zeitpunkt gab es kein anderes System, das den gewünschten Anforderungen gewachsen war. (Der Sony Camcorder HDW-F900 konnte maximal 45 Minuten auf Band aufnehmen). Die Daten wurden auf acht Festplatten (Raid 0) gleichzeitig geschrieben, damit die hohe Datenrate erreicht werden konnte.
Ein Risiko während der Aufzeichnung lag in der Belastung für die Festplatten durch die ständige Bewegung, da bei Ausfall einer Festplatte der komplette Film unbrauchbar gewesen wäre.
Als der Kameramann Tilman Büttner die Aufnahme drei Mal nach jeweils ca. fünf bis zehn Minuten wegen verschiedener Fehler abbrach, musste der nächste Versuch gelingen, denn auch die Laufzeit der Kameraakkus reichte zu diesem Zeitpunkt nur noch für einen einzigen weiteren Versuch. Das achtköpfige Drehteam durchwanderte das Heer der Statisten, die keine Möglichkeit gehabt hatten, ihre Aufstellung am Originalset einzustudieren. Sie legten dabei eine Wegstrecke von mehr als einem Kilometer zurück. Ausgedehnte und stellenweise anspruchsvollste Dialogszenen mussten aus dem Stand gelingen. Die Wahrscheinlichkeit weiterer Pannen schien daher sehr hoch.
Die HDTV Aufzeichnung von Russian Ark ist in der Filmgeschichte die erste Aufzeichnung eines Spielfilms direkt auf Festplatte.

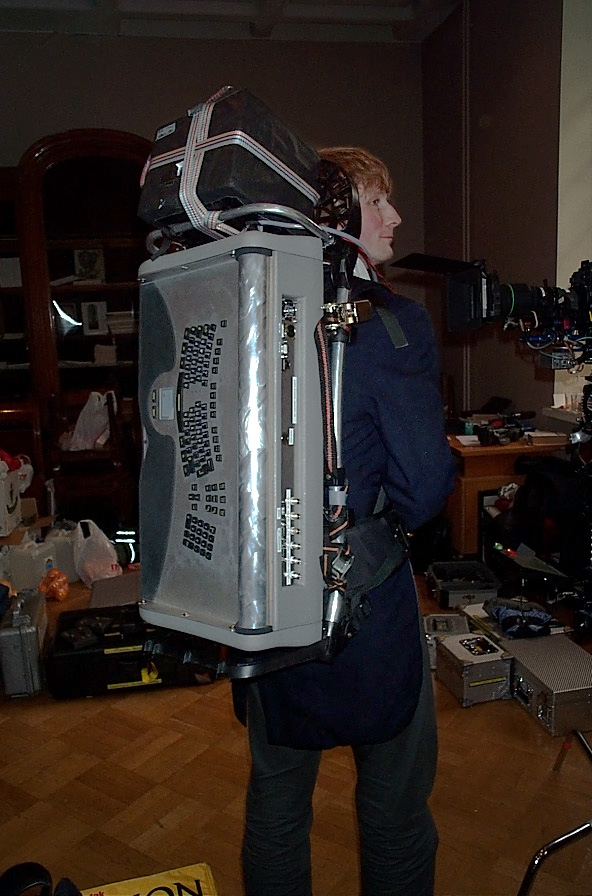
Festplattenrecorder mit Akkupack zur Stromversorgung bei den Dreharbeiten zu „Russian Ark“.

Die Tonaufnahme erfolgte nachträglich, da eine gleichzeitige Aufzeichnung als zu riskant eingestuft wurde.

## Postproduktion
In der Postproduktion konnte der unkomprimierte 87-minütige HD-One-Shot im Detail überarbeitet werden: Neben vielen Objektentfernungen (hauptsächlich Kabel und andere Filmausrüstungen), Compositings (z. B. zusätzlicher Schnee oder Nebel), Stabilisierungen, selektiven Farbkorrekturen und digital hinzugefügten Fokusänderungen, wurde der gesamte Film kontinuierlich und dynamisch neu kadriert (Bildausschnitt geändert) und für bestimmte Momente sogar im Ablauf verlangsamt und beschleunigt. Diese Arbeit vollzog sich über mehrere Wochen in den Räumen der ko-produzierenden Firma Koppfilm in Berlin. Sie wurde hauptsächlich vom Filmeditor Patrick Wilfert in Zusammenarbeit mit Lead Editor Sergei Ivanov auf dem Inferno-System von Discreet Logic ausgeführt. Das Bild wurde dabei nicht komprimiert, sondern anschließend zur Farbkorrektur (Colorist Stefan Cuipek) weitergereicht, bevor es abschließend für den Kinoverleih auf 35mm Filmmaterial ausbelichtet wurde. Vorab wurden mehrere Tests durchgeführt, um die optische Qualität des bis dahin einzigartigen Prozederes im Ergebnis bestmöglich kontrollieren zu können.

## Auszeichnungen
Russian Ark gewann insgesamt acht Filmpreise und erhielt neun Nominierungen.